# Jana Maisel
Jana Maisel (* 1961 in Gera, Thüringen) ist eine deutsche Trockenanglerin. Sie ist mit 76 Weltmeister-Titeln die erfolgreichste deutsche Sportlerin dieses Präzisionssports.

## Leben
Bereits im Alter von sechs Jahren begann Jana Maisel mit dem Turnierangeln, wie der Castingsport zu DDR-Zeiten hieß. Ihre Eltern gehörten zur ersten Generation der Sportfischer in der DDR. Ihr Vater war Nationaltrainer, und auch ihre Mutter war Trainerin dieser Randsportart. Bei Wettkämpfen wurde sie des Öfteren als lebendes Maskottchen mitgenommen. Dennoch probierte sie sich auch im Rollschuhschnelllauf (dem heutigen Speedskating) und auch im Turnen aus.
In der DDR nahm Maisel an Kinder- und Jugendspartakiaden und DDR-Jugendmeisterschaften teil. Auf internationaler Ebene konnte sie erstmals 1989 antreten, der letzte Start für eine DDR-Mannschaft bei einer Weltmeisterschaft davor hatte 1973 stattgefunden. Nach der Wende begann sie mit den Turnierfahrten und holte zwischen 1990 und 2012 insgesamt 72 Weltmeister-Titel sowie 42 Europameister-Titel. Bereits für 36 Weltmeister-Titel erhielt sie einen Eintrag im Guinness-Buch der Rekorde und löste Helga Wischer als erfolgreichste Athletin in dieser Sportart ab. Im Jahr 2005 nahm sie auch an den World Games in Duisburg teil und erhielt je eine Goldmedaille in den Disziplinen Fliege Ziel Damen und Gewicht Präzision Damen.
Jana Maisel wurde 1996 und 2012 mit dem Silbernen Lorbeerblatt geehrt.
2010 trat sie mit ihrer Sportart in der ARD-Show Quiz der Deutschen auf. Ihre Wettkampfkarriere beendete sie 2012.
Jana Maisel ist als Grundschullehrerin in Gera tätig.

## Ehrungen
- 1996: Silbernes Lorbeerblatt
- Zwischen 1992 und 2008 erhielt Maisel die Silberne und Goldene Ehrennadel sowie mehrere Ehrengeschenke des Postsportvereins Gera.[7]